# Phlugis marginata
Phlugis marginata är en insektsart som först beskrevs av Ludwig Redtenbacher 1891.  Phlugis marginata ingår i släktet Phlugis och familjen vårtbitare. Inga underarter finns listade i Catalogue of Life.